# Сьо Сіцу
Сьо Сіцу (яп. 尚質; 1 жовтня 1629 — 20 грудня 1668) — 16-й ван Рюкю в 1647—1668 роках.

## Життєпис
Походив з Другої династії Сьо. Четвертий син вана Сьо Хо. Народився 1629 року, отримавши ім'я Сітау Току (японською — Умітокуга-не). 1637 року йому надано титул принца і магірі (домен) Сасікі. 1645 року оголошений спадкоємцем трон з отриманням доменуц Накагусуку.
1648 року після смерті брата — вана Сьо Кена — спадкував владу. деякий час коливався щодо віправлення посольство до імператора династії Цін. Але зрештою спадкоємець трону Сьо Теі вирушив до Пекіну.
Продовжив політику попередників в впровадженні нових рослин, насамперед цукрової тростини. Завдяки цьому Рюкю перетворюються на значного експортера цукру. 1662 року створено спеціальне відомство, що контролювало процес від вирощування тростини до продажу готового цукру.
1666 року призначив свого родича з молодшої гілки данстії — Сьо Сьокена на посаду сессея (першого міністра). В Японії відомий був під ім'я Ханедзі Тьосю. Останній в останні роки фактично керував державою. Помер Сьо Сіцу помер. Йому спадкував син Сьо Теі.